# Quo Vadis?

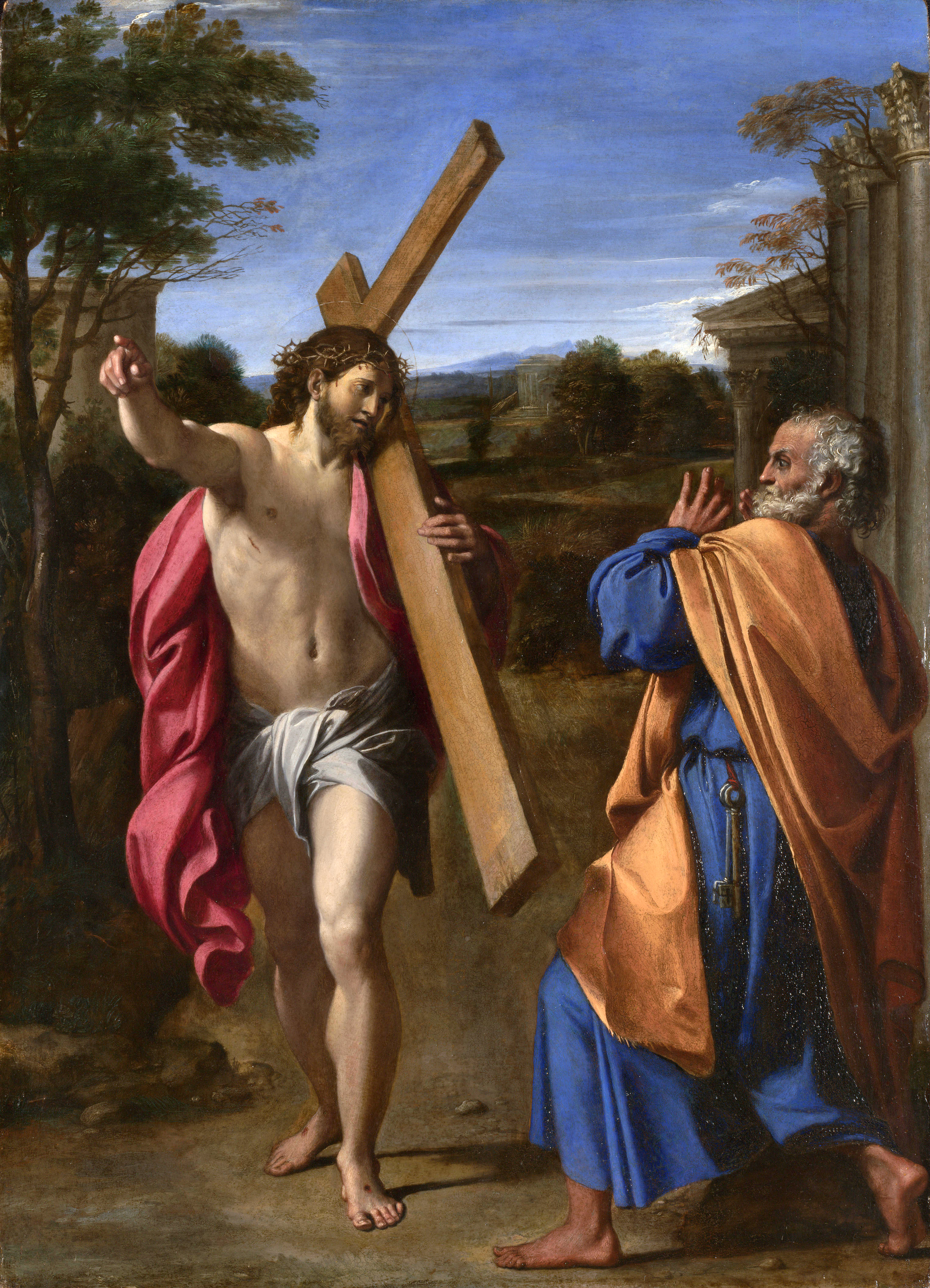
Господи, куди ти йдеш? (1602) Аннібале Карраччі

Quo Vadis? — латинський вислів, що означає «Куди прямуєш?». Також поширений його переклад староцерковнослов'янською мовою — Камо грядеши?
Мається на увазі фраза із апокрифу «Діяння Петра», яку сказав апостол Петро  Ісусу Христу, коли покидав Рим під час гонінь імператора Нерона на християн.
У Римі існує церква Доміне Кво Вадіс, розташована на місці, де за легендою, апостол Петро зустрів Христа, до якого звернувся з питанням: «Куди ти йдеш, Господи?» І одразу ж почув відповідь: «За те, що ти залишив мій народ (майже всі християни в Римі загинули за наказом імператора), я йду в Рим на друге розп'яття.» (лат. Quoniam relinqui populum Meum, Romam vado iterum crucifigi.) Апостол хотів йти з Ним (Domine, tecum veniam).
У переносному значенні фраза є пропозицією задуматися чи правильно людина живе, чи туди йде у своєму житті, чи правильні його життєві цілі, цінності тощо. Використовується також у прямому сенсі, як жартівливо-урочиста форма питання про кінцеву мету чийого-небудь руху.

## Легенда
Коли шукали апостола Петра, за наказом Нерона, який розгнівався на апостола за навернення двох його улюблених жінок до Христа і ще раніше — за поразку його друга Симона-волхва; тоді вірні просили апостола, заради користі багатьох, сховатись і втекли з Риму. Апостол ніяк не погоджувався на це, бажаючи померти за Христа мученицькою смертю. Змилувавшись на слізні молитви всього словесного стада, Петро дав обіцянку залишити місто, і в наступну ніч, після соборної молитви, пішов.
За воротами святого Себастьяна апостол прийшов до того місця, де від Аппієвої дороги відгалужується Via Ardeatina: він міг попрямувати до порту Остія і потім відплисти в Галлію або йти далі Аппієвою дорогою до Бріндізі і потім прямувати на Схід.
Проте, в цей момент йому з'явився Ісус, що йшов назустріч з хрестом на раменах. Поклонившись Йому, Петро звернувся з питанням: «Камо грядеши, Господи?», на що отримав відповідь: «Йду в Рим, де мене знову розіпнуть» (лат. Eo Romam iterum crucifigi). Вражений апостол зрозумів із цього видіння, що Господу Ісусу завгодно постраждати в його тілі в самому Римі. Він тут же повернувся до Рима, був взятий воїнами і утримувався у Мамертинській в'язниці, і згодом прийняв мученицьку смерть.

## Новий Завіт
Раніше апостол Петро сказав цю фразу Ісусу Христу на Таємній вечері, згідно Євангелія від Іоана:
|                         | 33 Мої дітоньки, не довго вже бути Мені з вами! Ви шукати Мене будете, але як сказав Я юдеям: Куди Я йду, туди ви прибути не можете, те й вам говорю Я тепер. 34 Нову заповідь Я вам даю: Любіть один одного! Як Я вас полюбив, так любіть один одного й ви! 35 По тому пізнають усі, що ви учні Мої, як будете мати любов між собою. 36 А Симон Петро Йому каже: Куди, Господи, ідеш Ти? Ісус відповів: Куди Я йду, туди ти тепер іти за Мною не можеш, але потім ти підеш за Мною. |
| — Ів. 13:33-36, Огієнко | |

## В культурі
- Quo vadis (роман) — історичний роман Генрика Сенкевича. Камо грядеши (фільм, 1951) — одна з екранізацій цього роману.
- Камо — вірш Василя Бобинського. Покладений на музику гуртом Пиріг і Батіг.
- Камо грядеши — книга памфлетів Миколи Хвильового.
- Quo vadis — український рок-гурт.
- Біблеїзми
- Новозавітні апокрифи, «Діяння Петра»[ru]